# Zehenschuh

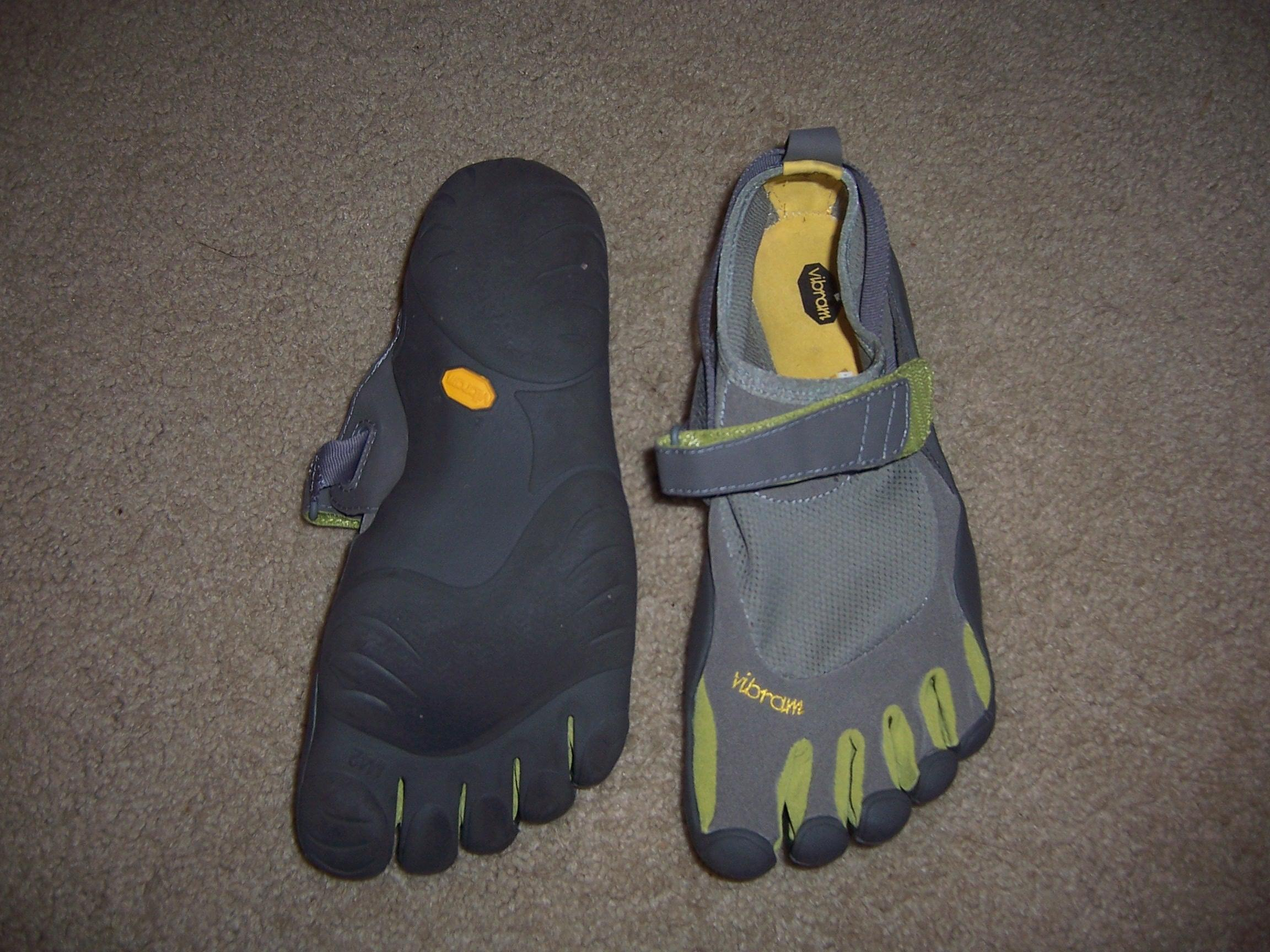
Zehenschuhe

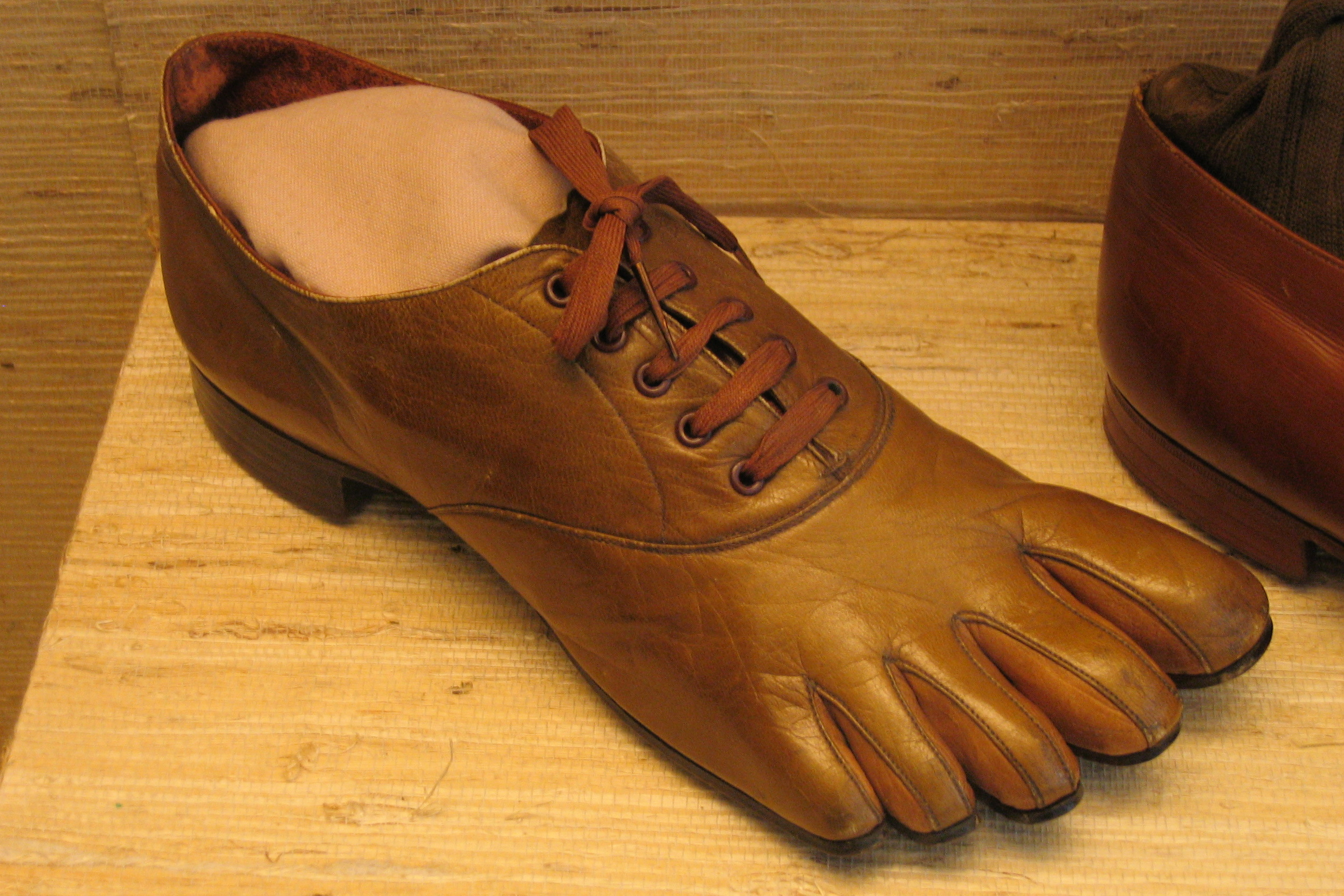
Zehenstegschuh im Deutschen Ledermuseum Offenbach. Sonderanfertigung für den Industriellen Mannesmann. Patent von 1907

Ein Zehenschuh ist eine im Bereich der Outdoor-Bekleidung verwendete Form des Barfußschuhes mit einer dünnen, flexiblen Sohle, die sich der Form des Untergrundes anpasst und damit dem Barfußlaufen näher kommt. Im Gegensatz zu anderen „Barfuß-Schuhen“ besitzt ein Zehenschuh ein separates Fach für jede Zehe, ähnlich wie beim Fingerhandschuh, und passt sich damit der Form des menschlichen Fußes eher an als traditionelle Schuhe. Ein solcher Schuh soll die Empfindung und die Vorteile des Barfußlaufens ermöglichen und gleichzeitig das Verletzungsrisiko (zum Beispiel durch Kieselsteine oder rauen Untergrund) vermindern.
Ein Patent für einen einem normalen Lederschuh ähnlichen Zehenschuh aus Leder ist von 1907 bekannt (Patent von Max Mannesmann). Ein Exemplar ist im Deutschen Ledermuseum in Offenbach am Main ausgestellt. Der erste moderne Zehenschuh für den Outdoor-Bereich wurde 1999 von Robert Fliri entworfen und ab 2005 vom italienischen Hersteller Vibram unter dem Namen FiveFingers vertrieben.